# Sejs-Svejbæk Sogn
Sejs-Svejbæk Sogn er et sogn i Silkeborg Provsti (Århus Stift).
Sejs-Svejbæk Sogn blev 10. december 1989 udskilt af Linå Sogn, som oprindeligt hørte til Gjern Herred i Skanderborg Amt. Ved kommunalreformen i 1970 var Linå sognekommune indlemmet i Silkeborg Kommune. 
I Sejs-Svejbæk Sogn ligger Sejs-Svejbæk Kirke.
I sognet findes følgende autoriserede stednavne:
- Hattenæs (bebyggelse)
- Nyløkke (bebyggelse)
- Sejs (bebyggelse)
- Sindbjerg (bebyggelse)
- Svejbæk (stationsby)